# Герман Арон
Ге́рман Аро́н (1 жовтня 1845 — 29 серпня 1913) — німецький дослідник в галузі електротехніки.
У 1862 році успішно закінчив гімназію і почав навчання медицині в університеті Берліна, однак після 3-го семестру переходить до факультету математично — природничих наук.
З 1870 року Германн Арон навчався в Гейдельберзькому університеті, у вчених у галузі фізики, як Герман фон Гельмгольц та Густав Роберт Кірхгоф. Отримав ступінь доктора наук в Берліні в 1873 році і став асистентом фізичної лабораторії торгівлі академії (нім. Gewerbeakademie). Викладав у Берлінському університеті, де став професором фізики. Похований в Берліні.

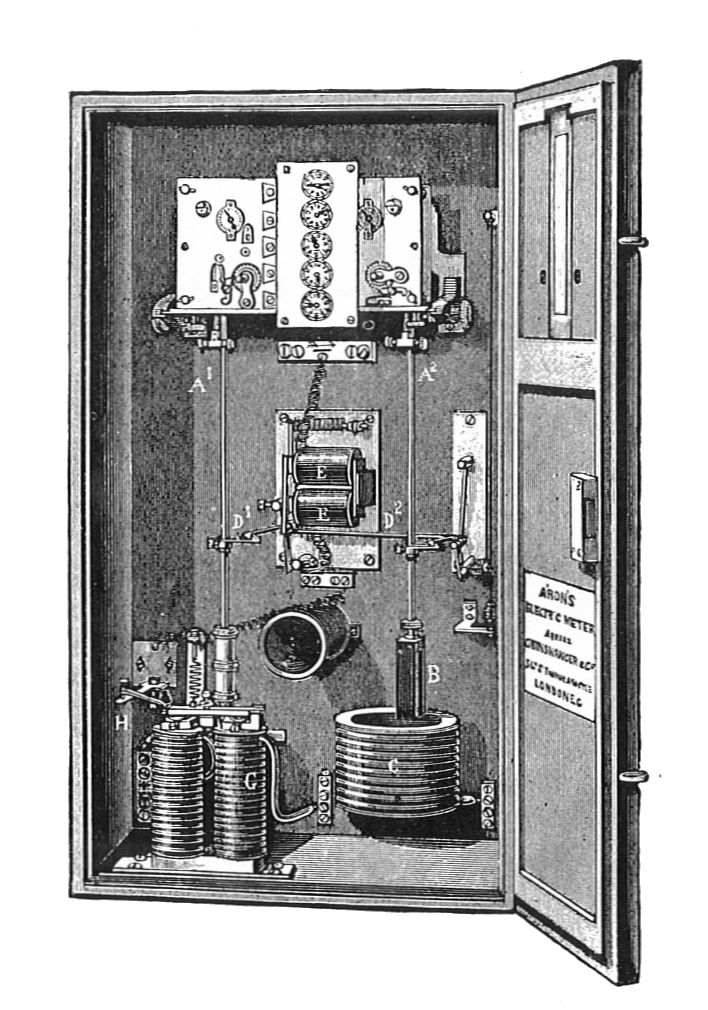
Електролічильник Германа Арона, Велика Британія, 1888

## Лічильники електроенергії
У 1883 році Германн Арон запатентував «Pendelzähler» — перший точний лічильник ват-годин.